# Lobelia fawcettii
Lobelia fawcettii är en klockväxtart som beskrevs av Ignatz Urban. Lobelia fawcettii ingår i släktet lobelior, och familjen klockväxter.
Artens utbredningsområde är Jamaica. Inga underarter finns listade i Catalogue of Life.